# Sisyrinchium foliosum
Sisyrinchium foliosum är en irisväxtart som beskrevs av Ivan Murray Johnston. Sisyrinchium foliosum ingår i släktet gräsliljor, och familjen irisväxter. Inga underarter finns listade i Catalogue of Life.